# Chlosyne millburni
Chlosyne millburni är en fjärilsart som beskrevs av Rummel 1926. Chlosyne millburni ingår i släktet Chlosyne och familjen praktfjärilar. Inga underarter finns listade i Catalogue of Life.